# Avô
Avô ist eine Gemeinde (Freguesia) im portugiesischen Kreis Oliveira do Hospital. In ihr leben 473 Einwohner (Stand 19. April 2021).